# Коноплев Павло Костянтинович
Павло́ Костянти́нович Коноплев (15 січня 1984 — 13 липня 2014) — український десантник, солдат Збройних сил України, учасник російсько-української війни.

## Життєпис
Народився 1984 року в Чернівцях. Проживав в місті Чернівці. У часі війни — військовик 1-го батальйону 80-ї бригади, 2-ї гавбичної батареї.
Загинув 13 липня 2014 року в районі с. Розкішне, Лутугинський район, Луганська область у бою під час операції з розблокування оточеного терористами міжнародного аеропорту Луганська. Колона військової техніки потрапила у засідку диверсійної групи на повороті з Лутугине на луганський аеропорт та була обстріляна з протитанкової зброї. Разом з Павлом загинули старший сержант Олександр Колотило, сержант Іван Діяконюк та старший сержант Андрій Альошин.
Похований в Чернівцях.
Без Павла лишились батьки, старша сестра й дві племінниці.

## Нагороди та відзнаки
- 8 вересня 2014 року, за особисту мужність і героїзм, виявлені у захисті державного суверенітету та територіальної цілісності України, нагороджений орденом «За мужність» III ступеня (посмертно)[1].
- Нагрудний знак «За оборону Луганського аеропорту» (посмертно).
- Відзнака командира 80 ОДШБр.
- У червні 2016 року нагороджений медаллю «На славу Чернівців» (посмертно).

## Вшанування пам'яті
28 листопада 2016 року у Чернівцях, в школі № 28 на вулиці Руській, урочисто відкрили меморіальні дошки полеглим на війні випускникам — Павлу Коноплеву, Сергію Потарайку та Владиславу Трепку.